# Hillerslev (Faaborg-Midtfyn Kommune)
Hillerslev er en landsby 10 km vest for Ringe på Sydfyn med 200 indbyggere  (2025). Hillerslev er beliggende i Hillerslev Sogn. Den tilhører Faaborg-Midtfyn Kommune i Region Syddanmark.
Sekundærrute 323 passerer tværs gennem byen og lidt vest for byen passerer Primærrute 43 forbi.
I landsbyen findes Hillerslev Kirke.